# Silbaš
Silbaš (en serbe cyrillique : Силбаш ; en hongrois : Szilbács) est une localité de Serbie située dans la province autonome de Voïvodine. Elle fait partie de la municipalité de Bačka Palanka dans le district de Bačka méridionale. Au recensement de 2011, elle comptait 2 467 habitants.
Silbaš est officiellement classé parmi les villages de Serbie.

## Géographie

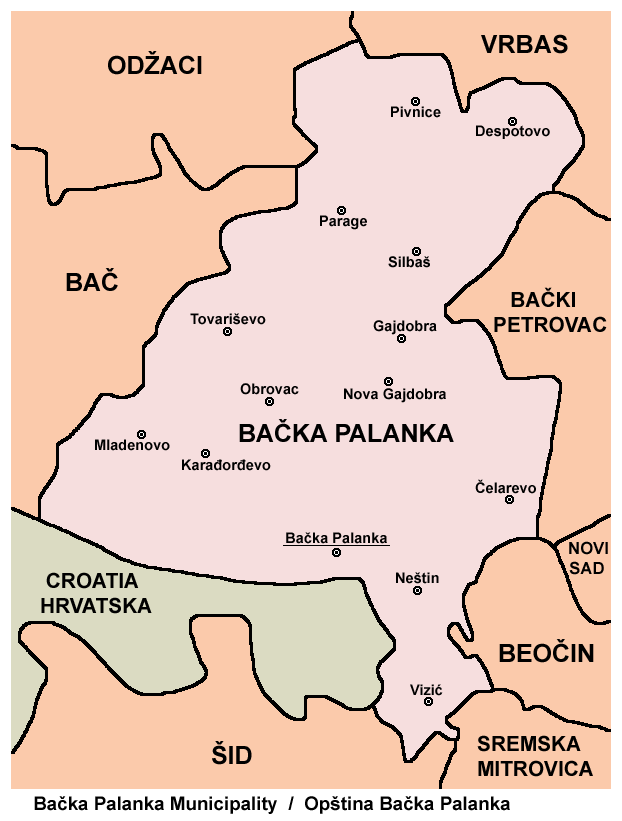
Localisation de Silbaš dans la municipalité de Bačka Palanka

## Histoire
Silbaš est une des plus anciennes localités de la Bačka : elle est mentionnée pour la première fois en 1263 sous le nom de Szilbach, comme un village situé dans un domaine appelé Kesi. Le nom de Silbaš viendrait du mot hongrois szilva, qui signifie « la prune » ; à cette époque, le village comptait entre 10 et 20 foyers groupées autour d'une ferme.
Les premières populations slovaques arrivèrent à Silbaš vers 1770.

## Démographie

### Évolution historique de la population
| 1948  | 1953  | 1961  | 1971  | 1981  | 1991  | 2002  | 2011  |
| ----- | ----- | ----- | ----- | ----- | ----- | ----- | ----- |
| 3 308 | 3 295 | 3 267 | 3 144 | 3 025 | 2 806 | 2 849 | 2 467 |

|  |

### Données de 2002
Pyramide des âges (2002)
En 2002, l'âge moyen de la population était de 39,1 ans pour les hommes et de 41,4 ans pour les femmes.
Répartition de la population par nationalités (2002)
En 2002, les Serbes représentaient environ 56 % de la population et les Slovaques 35,73 %.

### Données de 2011
En 2011, l'âge moyen de la population était de 41,8 ans, 40,4 ans pour les hommes et 43,2 ans pour les femmes.

## Culture
Entre 1980 et 2006, l'ensemble folklorique slovaque de Silbaš a participé dix fois au festival de danse slovaque Tancuj, tancuj.

## Tourisme

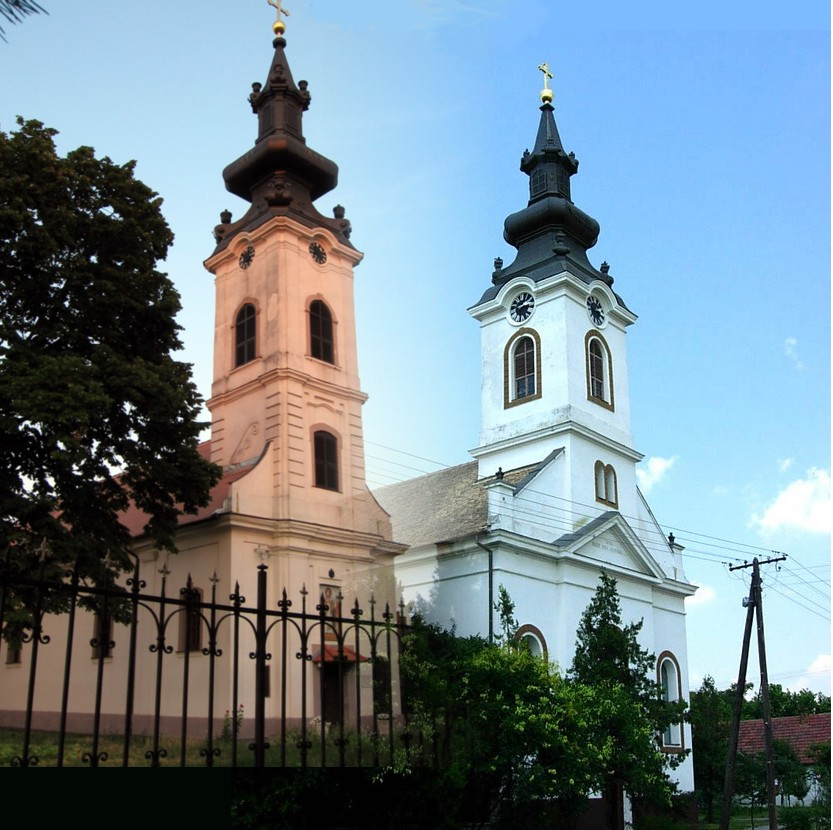
Les églises orthdodoxe (à gauche) et évangélique slovaque (à droite) de Silbaš

L'église orthodoxe serbe Saint-Jean-Chrysostome de Silbaš a été construite entre 1755 et 1759 ; elle est inscrite sur la liste des monuments culturels de grande importance de la République de Serbie. Le village abrite également une église évangélique slovaque.